# بطولة ويمبلدون 1955
قائمة ببطولات ويمبلدون لسنة 1955:

## فردي رجال
توني تاربرت هزم  كورت نيلسن . النتيجة: 6-3 7-5 6-1

## فردي سيدات
لويس بروه كلاب هزمت  بافرلي بافر فلايتز. النتيجة: 7-5, 8-6